# Doug Hegdahl
Douglas Brent Hegdahl (Clark, 3 de setembre de 1946) és un exmilitar estatunidenc, suboficial de segona classe de la Marina dels Estats Units d'Amèrica (E-5), que va ser fet presoner de guerra durant la guerra del Vietnam. Després d'un alliberament anticipat, va poder proporcionar la informació personal d'uns 256 companys presos, així com revelar les condicions del camp de presoners de guerra.

## Orígens i carrera militar
El 24 de maig de 1966 es va graduar a Clark High School a Clark, Dakota del Sud. En algun moment de les primeres hores del matí del 6 d'abril de 1967, a l'edat de 20 anys, estava a bord de l'USS Canberra al golf de Tonquín, a tres milles nàutiques de la costa, quan la nau va rebre l'impacte d'un explosiu d'un canó de 5 polzades. Després de caure a l'aigua va ser recollit, unes hores més tard, per pescadors vietnamites que el van tractar bé. Segons el report de l'embarcació, va ser denunciat com a desaparegut a les 11:30 hores. Després de dos escorcolls al vaixell, va ser declarat oficialment "desaparegut com a conseqüència de la pèrdua al mar". Més tard, aquell dia, Hegdahl va ser lliurat a milicians vietnamites que el van colpejar amb els seus rifles abans de traslladar-lo a la infame presó "Hanoi Hilton".
Els interrogadors primer van creure que Hegdahl era un agent o un membre d'escamot. La seva història d'haver caigut per la borda va semblar increïble als interrogadors. Hegdahl va pensar que estaria molt millor si fingia ser poc intel·ligent. Durant uns dies, abans de poder convèncer els seus captors que tenia poc valor per a la seva campanya de propaganda, va ser maltractat físicament. El seu comportament provincià i d'aspecte juvenil van ajudar a la seva capacitat per convèncer-los que no era cap amenaça per a ells.
Quan li van demanar que escrivís declaracions contra els Estats Units, va acceptar, però va fer veure que no sabia llegir ni escriure, cosa que era creïble per als seus captors vietnamites. Pensant que tenien algú a qui es dirigiria fàcilment a la seva causa, van assignar-li algú perquè l'ensenyés a llegir. Després que semblés incapaç d'aprendre a llegir i escriure, els seus captors hi van renunciar. Més tard, va arribar a ser conegut pels vietnamites com «l'increïblement estúpid», i se li va donar gairebé lliure funcionament al camp.
Va informar que els seus companys captius a la guerra del Vietnam autentificarien una nova identitat de pres estatunidenc utilitzant la tonada en anglès de «Nas de barraca» ("Shave and a Haircut") com a xibòlet, tocant les primeres cinc notes contra la paret d'una cel·la i esperant la resposta adequada. Els presoners de guerra dels EUA van poder comunicar-se de manera segura entre ells mitjançant un codi de toc. Aleshores, amb l'ajuda de Joseph Crecca, un oficial de la Força Aèria dels EUA i company de presoner, Hegdahl va memoritzar els noms, les dates de captura, el mètode de captura i la informació personal d'uns 256 presoners més. Segons el seu oficial superior i company de cel·la, el tinent comandant Richard A. Stratton, també va convèncer els seus captors que necessitava unes ulleres noves i va memoritzar la ruta des de la presó fins a la ciutat de Hanoi, on el van portar a adaptar-se-les.
Durant la seva estada a la presó, va inhabilitar cinc camions posant brutícia als seus dipòsits de combustible.
Hegdahl va ser un dels tres presoners de guerra (juntament amb el tinent de la Marina Robert Frishman i el capità de la Força Aèria Wesley Rumble) que van ser alliberats el 5 d'agost de 1969, com a moviment de propaganda dels nord-vietnamites. Encara que els presoners de guerra havien acordat que ningú acceptaria l'alliberament anticipat, van acordar que l'alliberament deHegdahl hauria de ser una excepció. Se li va ordenar que acceptés un alliberament anticipat perquè pogués proporcionar els noms dels presoners de guerra detinguts pels nord-vietnamites i revelar les condicions a les quals estaven sotmesos.
Després del seu acomiadament, el 1970 va ser enviat a les converses de pau de París i es va enfrontar als nord-vietnamites amb la seva informació de primera mà sobre el maltractament dels presoners.

## Postguerra i homenatges
Després de tornar als Estats Units va utilitzar les seves experiències com a instructor a l'escola de supervivència, evasió, resistència i fugida de la Marina dels EUA a NAS North Island, San Diego. Va deixar la Marina dels EUA com a suboficial de segona classe.
La seva història va aparèixer a Comedy Central a la temporada 6, episodi 15, del programa Drunk History. També es va mostrar al proveïdor de streaming Amazon Prime, The Night Shift, quarta temporada, episodi set.